# Gacrux
Gacrux (Gamma Crucis, γ Cru) – trzecia co do jasności gwiazda w gwiazdozbiorze Krzyża Południa (wielkość gwiazdowa: 1,64m). Odległa od Słońca o około 89 lat świetlnych.

## Nazwa
Nazwa własna gwiazdy Gacrux jest nowoczesnym, sztucznym tworem pochodzi z połączenia pierwszej sylaby oznaczenia Bayera „Gamma” i łacińskiej nazwy gwiazdozbioru „Crux”. Międzynarodowa Unia Astronomiczna w 2016 roku formalnie zatwierdziła użycie nazwy Gacrux dla określenia tej gwiazdy.
Z terenów Polski nie można jej obserwować, należy do obiektów widocznych jedynie na południe od 33 stopnia szerokości geograficznej północnej.

## Charakterystyka

Położenie w gwiazdozbiorze

Jej wielkość absolutna wynosi −0,58m. Jest to czerwony olbrzym, należący do typu widmowego M3,5 III. Jego temperatura to około 3400 K, masa ok. 3 mas Słońca, a promień 113 promieni Słońca, czyli ok. 79 mln km. Jasność gwiazdy wynosi ok. 1500 jasności Słońca. Gacrux zakończył syntezę wodoru w hel w jądrze, a prawdopodobnie także helu w węgiel (wskazuje na to fakt, że jest to gwiazda zmienna półregularna) i zwiększa jasność, przekształcając się w mirydę.
Atmosfera tej gwiazdy jest bogata w bar, co zwykle wskazuje, że następuje przepływ materii od bardziej zaawansowanego ewolucyjnie towarzysza. Zazwyczaj ten towarzysz staje się później białym karłem. Jednak taki towarzysz nie został jeszcze odkryty.
Gacrux jest gwiazdą wizualnie podwójną, jej optyczny towarzysz ma jasność 6,45m i typ widmowy A3 V, lecz znajduje się około czterokrotnie dalej od Słońca. Można go dostrzec już przez lornetkę w odległości 128,9″ od składnika głównego. Washington Double Star Catalog wymienia jeszcze jeden składnik optyczny, gwiazdę C o wielkości 9,74m odległą o 165,7″ od olbrzyma (pomiar z 2010 r.).